# Bracknell
Bracknell is een civil parish in het bestuurlijke gebied Bracknell Forest, in het Engelse graafschap Berkshire. De plaats had in 2001 50.131 inwoners.
Bracknell is een van de eerste New Towns die in Groot-Brittannië gebouwd is.

## Externe links

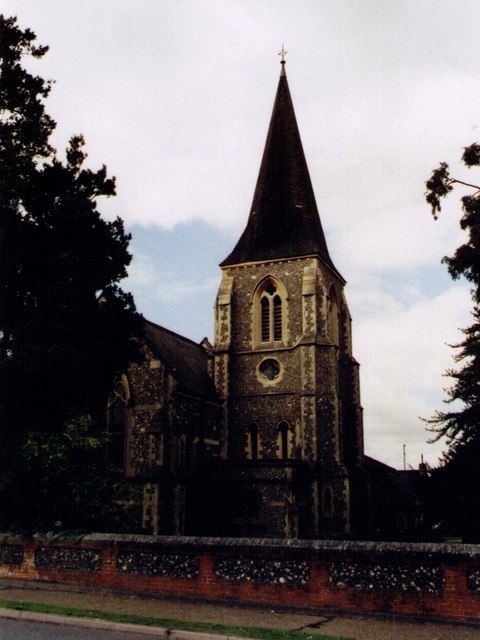
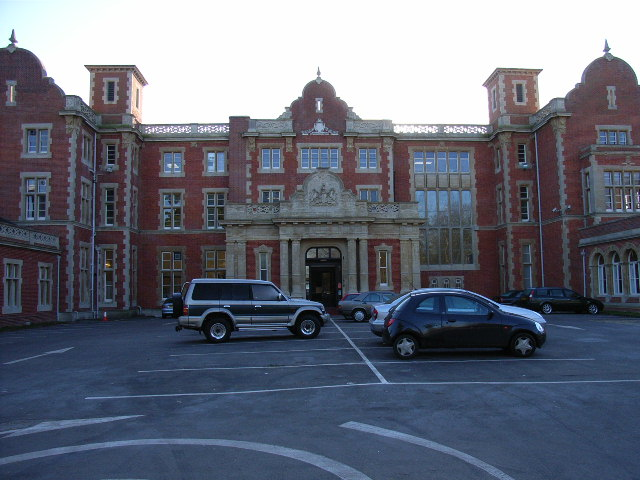
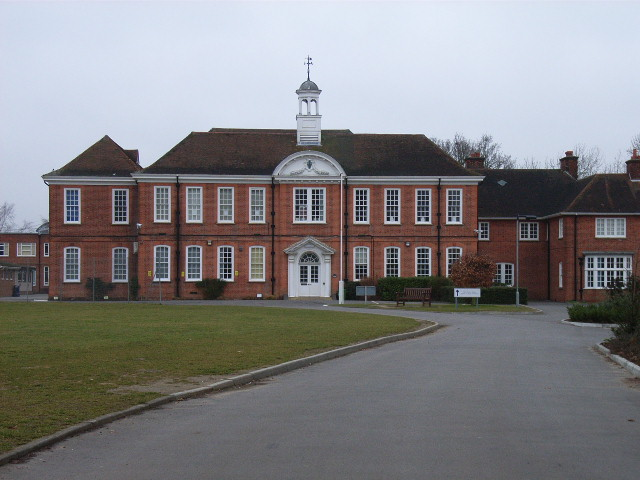
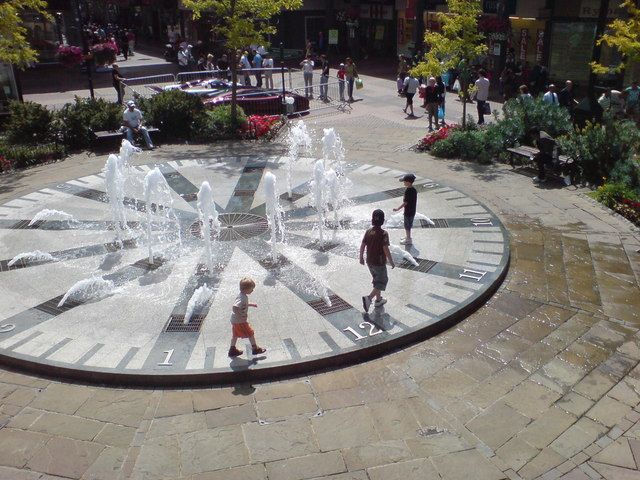
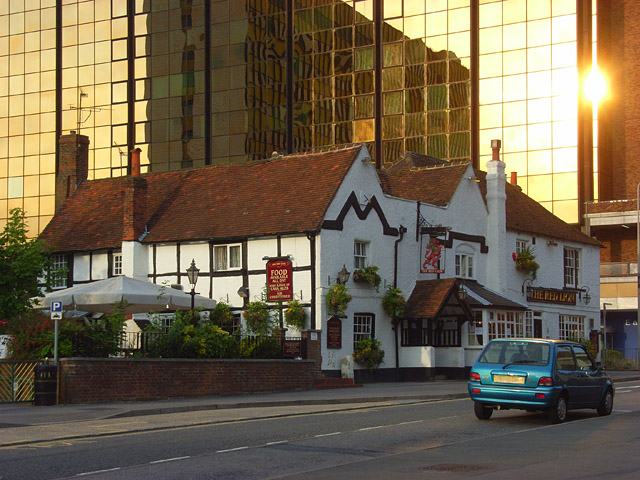
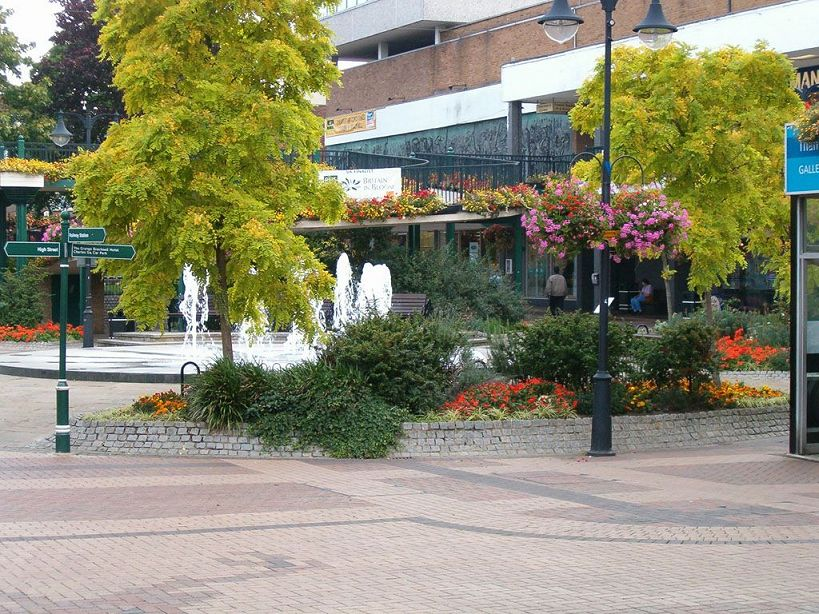
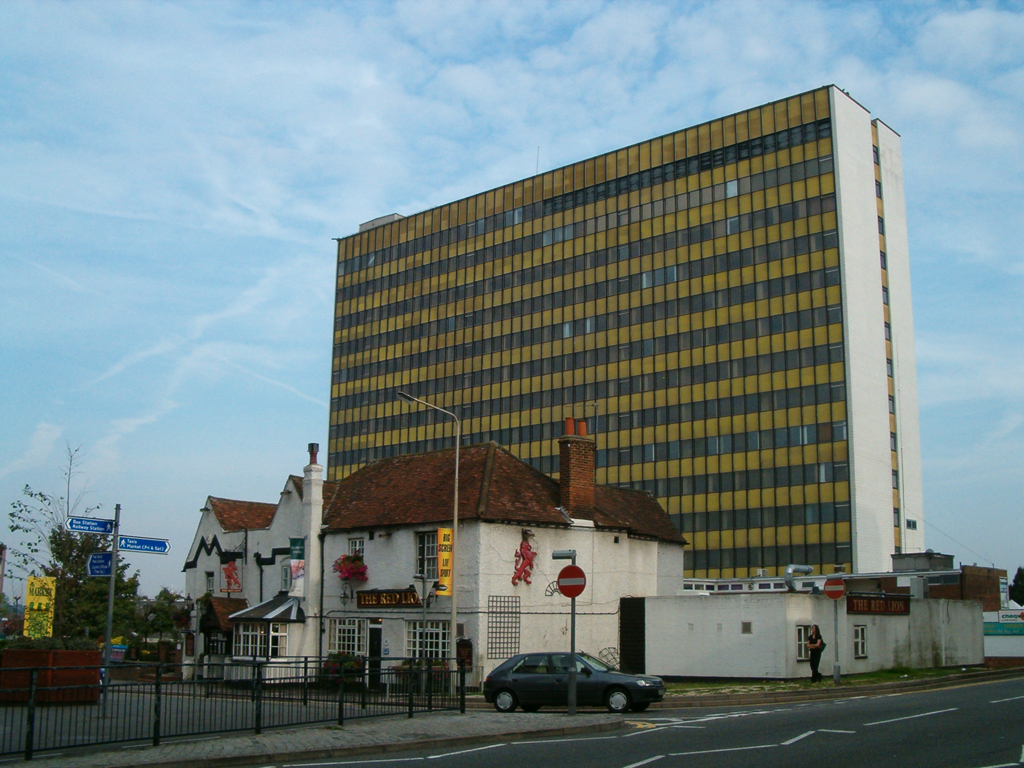